# Glauke (arkadische Nymphe)
Glauke (altgriechisch Γλαύκη Glaúkē) ist eine Nymphe der griechischen Mythologie.
Sie ist nur von einem Bericht des Pausanias bekannt, nach dem sie auf einem der Athene geweihtem Altar in der arkadischen Stadt Tegea abgebildet war. Dem Bericht des Pausanias zufolge wurde der Altar als Stiftung des Sehers Melampus, dem Sohn des Amythaon, betrachtet. Das Zentrum des Altars zeigte die Göttin Rhea und die Nymphe Oinoe, die den Säugling Zeus im Arm hält. Die Gruppe wurde von jeweils vier Nymphen flankiert: auf der einen Seite waren Glauke, Neda, Theisoa und Anthrakia zu sehen, auf der anderen Ide, Hagno, Alkinoë und Phrixa.